# 内藤学文
内藤 学文（ないとう さとふみ）は、江戸時代中期の大名。三河国挙母藩2代藩主。官位は従五位下右近将監、山城守、丹波守。挙母藩内藤家6代。

## 生涯
寛延4年（1751年）9月16日、和歌山藩主・徳川宗将の四男として誕生。幼名は鉄之丞。明和元年（1764年）9月28日に挙母藩主・内藤政苗の養子となる。初名は政養（まさもち）。明和3年（1766年）11月26日、政苗の隠居により家督を継ぎ、挙母藩内藤家第2代藩主となり、12月に従五位下・右近将監に叙位・任官する。
この頃の挙母藩は、財政難や家臣団の対立などで苦難な状況にあり、大雨や矢作川洪水などが相次ぎ、明和5年（1768年）には水害で年貢収入が大減少するに至った。明和7年（1770年）7月には江戸屋敷が焼失した。矢作川の改修に尽力し、安永2年（1773年）8月に安永川を開削した。安永5年（1776年）8月には大坂加番に任じられた。
天明2年（1782年）2月に政養を学文と改名した。天明5年（1785年）に挙母城（七州城）を完成した。天明7年（1787年）には藩校・崇化館を創設した。もともと四男で部屋住みの身分だったときに学問が好きになっていたため、学問に対する熱意が深く、藩校を創設した学文は自ら講義を行なったこともあったという逸話もある。特に儒学に理解があり、そのため質素倹約や孝行に尽くしたといわれる。その他文武・農業の奨励、祭事・市等賑わいを推奨した。
寛政6年（1794年）6月10日に江戸藩邸で死去した。享年44。実子は全て早世していたため、跡を養子・政峻が継いだ。

## 系譜
父母
- 徳川宗将（実父）
- 清信院 ー 吉田意安の娘、側室（実母）
- 内藤政苗（養父）

正室、継室
- 内藤政子 ー 秀子、内藤信興の娘（正室）
- 森政子 ー 千代子、森忠洪の娘（継室）

養子
- 内藤政峻 ー 内藤政陽の次男